# Зенитно часово число
Зенитното часово число (на английски: Zenithal Hourly Rate, ZHR) на метеорен поток представлява броя метеори, които могат да бъдат наблюдавани в рамките на един час при ясно нощно небе (гранична звездна величина равна на 6,5) когато радиантът на метеорния поток се намира в зенита.
В случаите, когато активността на метеорния поток трае под един час, се говори за еквивалентно зенитно часово число (EZHR), което има смисъла на онази стойност на ZHR, която би имал същият поток, ако активността му бе продължила един час.
Понятието ZHR се въвежда около средата на 20 век, с цел да се направят възможни сравненията на наблюденията на метеорните потоци.
ZHR зависи от гъстотата на метеорния рой, както и от разстоянието между Земята и най-голямото сгъстяване в роя, при срещата на Земята с роя. ZHR проявява периодични изменения: след срещата на метеорния рой със Земята, плътността на роя значително намалява, от което и ZHR през следващата година е по-малък. След преминаването на родителското тяло през перихелий орбитата се изпълва отново с частици, което поражда завишени часови числа следващите години.
Практически, най-вече поради метеорологичните условия броят наблюдавани метеори винаги е по-малък от ZHR, като той намалява, когато радиантът наближава хоризонта.
Слаби метеорни потоци се считат тези със зенитно часово число по-малко от 30, средни – между 30 и 100, а силни – над 100. Когато ZHR > 1000 говорим за метеорен дъжд. Метеорен дъжд е възможен, когато Земята пресича най-плътния участък на рой, чиято пресечна точка с равнината на еклиптиката се намира много близко до Земната орбита. Леонидите и Драконидите например са сред най-известните метеорни потоци, пораждали метеорни дъждове.